# Partick Thistle FC
A Partick Thistle FC egy 1876-ban alapított skót labdarúgócsapat, melynek székhelye Glasgow-ban található. A klub színei: piros és sárga.

## Sikerlista
- Skót másodosztály:

Aranyérmes (6): 1896-97, 1899-00, 1970-71, 1975-76, 2001-02, 2012-13
Ezüstérmes (3): 1901-02, 1991-92, 2008-09
- Skót kupa:

Győztes (1): 1920-21
Ezüstérmes (1): 1929-30
- Skót ligakupa:

Győztes (1): 1971-72
Ezüstérmes (3): 1953-54, 1956-57, 1958-59

## Fordítás
- Ez a szócikk részben vagy egészben  a   Partick Thistle F.C. című angol Wikipédia-szócikk fordításán alapul.  Az eredeti cikk szerkesztőit annak laptörténete sorolja fel. Ez a jelzés csupán a megfogalmazás eredetét és a szerzői jogokat jelzi, nem szolgál a cikkben szereplő információk forrásmegjelöléseként.